# Tengeriteknős-félék
A tengeriteknős-félék (Cheloniidae) a hüllők (Reptilia) osztályába és a teknősök (Testudines) rendjébe tartozó család

## Előfordulásuk
Tengerekben élnek, néha a parttól több száz mérföldnyire; kitűnően úsznak és buknak; a szárazföldre csak akkor mennek, ha puhahéjú tojásaikat lerakják.

## Megjelenésük
Nyakukat és fejüket csak kevéssé, végtagjaikat pedig egyáltalában nem tudják visszahúzni. Páncéljukat szarulemezek borítják, melyen a hát- és hasteknő közé egy sor pajzs iktatódott.

## Életmódjuk
Minden faj rákokkal, csigákkal, kagylókkal és egyéb alsóbbrendű tengeri állatokkal táplálkozik.

## Rendszerezés
A családba az alábbi 5 nem és 6 faj tartozik:
- Caretta (Rafinesque, 1814) – 1 faj
  - álcserepesteknős (Caretta caretta)

- Chelonia (Brongniart, 1800) – 1 faj
  - közönséges levesteknős (Chelonia mydas)

- Eretmochelys (Fitzinger, 1843) – 1 faj
  - közönséges cserepesteknős (Eretmochelys imbricata)

- Lepidochelys (Fitzinger, 1843) – 2 faj
  - atlanti fattyúteknős (Lepidochelys kempii)
  - olajzöld fattyúteknős (Lepidochelys olivacea)

- Natator (McCulloch, 1908) – 1 faj
  - ausztrál levesteknős (Natator depressa)